# نافذة حوار

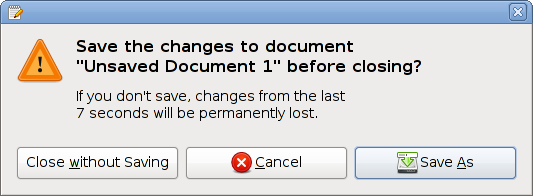
مثال عن نافذة حوار في جي إديت.

نافذة الحوار (بالإنجليزية: Dialog box)‏ هو عنصر تحكم رسومي (يسمى أيضًا مربع الحوار (في غير الولايات المتحدة.) أو مربع الحوار فقط).
هو نافذة صغيرة تنقل المعلومات إلى المستخدم وتطالبهم بالرد وتصنف مربعات الحوار على أنها «مشروطة» أو «غير مشروطة»، بناءً على ما إذا كانت تحظر التفاعل مع البرنامج الذي بدأ الحوار. يعتمد نوع مربع الحوار المعروض على تفاعل المستخدم المطلوب.